# Girlfriend experience
Pour le film, voir Girlfriend Experience.
Pour les articles homonymes, voir GFE.
GFE — girlfriend experience en anglais — est un sigle utilisé par les travailleuses du sexe afin d'indiquer qu'elle propose de se comporter comme une « petite amie » (girlfriend en anglais).
Le client peut ainsi vivre une relation, incluant (ou non) une relation sexuelle, où la travailleuse simule qu'elle est la petite amie du client. La prostituée s'engage à bien vouloir embrasser le client sur la bouche.
Cette méthode de présentation des services sexuels est utilisée par les prostituées de type escort girl ou call-girl utilisant les médias écrits, tels les journaux et internet, afin de vendre leurs services.